# Lukáš Zelenický
Lukáš Zelenický (* 10. dubna 1990, v Nitře) je slovenský fotbalový obránce, v současnosti působící v klubu DSG Union Perg.

## Fotbalová kariéra
Svou fotbalovou kariéru začal v FC Nitra. Dále hrál za PFK Piešťany a DSG Union Perg.